# Francesco Rogolino
Francesco Rogolino (ur. 8 lutego 1990) – włoski zapaśnik walczący w stylu wolnym. Brązowy medalista mistrzostw śródziemnomorskich w 2011 roku.